# Gibraltar National League
De Gibraltar National League is de hoogste voetbalcompetitie van Gibraltar die door de GFA georganiseerd wordt. De competitie bestaat, na het opheffen van FC Boca Gibraltar FC in 2020, uit 11 clubs. Op 24 mei 2013 is Gibraltar volwaardig lid van de UEFA geworden. Hiermee is kwalificatie voor de UEFA Champions League en UEFA Europa Conference League mogelijk geworden. In Gibraltar zijn in totaal 12 voetbalclubs. Alleen Hound Dogs speelt niet op het hoogste niveau (zij spelen namelijk in de beloftencompetitie van Gibraltar). Er is geen degradatie mogelijk. Nadat alle teams één keer tegen elkaar gespeeld hebben, na 10 wedstrijden, wordt de competitie opgesplitst. De bovenste zes teams spelen twee keer tegen elkaar in de kampioenspoule, in de strijd om Europees voetbal en om het landskampioenschap. De onderste vijf teams spelen twee keer tegen elkaar om de eer. 
Tot 2019 waren er tien clubs en degradeerde aan het einde van het seizoen de nummer 10 op de ranglijst rechtstreeks naar de Division 2. De nummer 9 op de ranglijst speelde een play-off om promotie/degradatie tegen de nummer 2 van de Division 2.
In 2019 werd de Premier Division samengevoegd met de Division 2 tot de huidige Gibraltar National League. De Division 3 werd een beloftencompetitie; de Gibraltar Intermediate League.

## Overzicht van alle landskampioenen
- 1895/96 Gibraltar FC
- 1896/97 Jubilee FC
- 1897/98 Jubilee FC
- 1898/99 Albion FC
- 1899/00 Exiles FC
- 1900/01 Prince of Wales FC
- 1901/02 Exiles FC
- 1902/03 Prince of Wales FC
- 1903/04 Prince of Wales FC
- 1904/05 Athletic FC
- 1905/06 Prince of Wales FC
- 1906/07 Geen competitie
- 1907/08 Britannia FC
- 1908/09 Prince of Wales FC
- 1909/10 South United FC
- 1910/11 South United FC
- 1911/12 Britannia FC
- 1912/13 Britannia FC
- 1913/14 Prince of Wales FC
- 1914/15 Royal Sovereign FC
- 1915/16 Geen competitie
- 1916/17 Prince of Wales FC
- 1917/18 Britannia FC
- 1918/19 Prince of Wales FC
- 1919/20 Britannia FC
- 1920/21 Prince of Wales FC
- 1921/22 Prince of Wales FC
- 1922/23 Prince of Wales FC
- 1923/24 Gibraltar FC
- 1924/25 Prince of Wales FC
- 1925/26 Prince of Wales FC
- 1926/27 Prince of Wales FC
- 1927/28 Prince of Wales FC
- 1928/29 Europa FC
- 1929/30 Europa FC
- 1930/31 Prince of Wales FC
- 1931/32 Europa FC
- 1932/33 Europa FC
- 1933/34 Commander of the Yard FC
- 1934/35 Chief Constructon FC
- 1935/36 Chief Constructor FC
- 1936/37 Britannia FC

- 1937/38 Europa FC
- 1938/39 Prince of Wales FC
- 1939/40 Prince of Wales FC
- 1940/41 Britannia FC
- 1942–45 Geen competitie (WO II)
- 1946/47 Gibraltar United FC
- 1947/48 Gibraltar United FC
- 1948/49 Gibraltar United FC
- 1949/50 Gibraltar United FC
- 1950/51 Gibraltar United FC
- 1951/52 Europa FC
- 1952/53 Prince of Wales FC
- 1953/54 Gibraltar United FC
- 1954/55 Britannia FC
- 1955/56 Britannia FC
- 1956/57 Britannia FC
- 1957/58 Britannia FC
- 1958/59 Britannia FC
- 1959/60 Gibraltar United FC
- 1960/61 Britannia FC
- 1961/62 Gibraltar United FC
- 1962/63 Britannia FC
- 1963/64 Gibraltar United FC
- 1964/65 Gibraltar United FC
- 1965/66 Glacis United FC
- 1966/67 Glacis United FC
- 1967/68 Glacis United FC
- 1968/69 Glacis United FC
- 1969/70 Glacis United FC
- 1970/71 Glacis United FC
- 1971/72 Glacis United FC
- 1972/73 Glacis United FC
- 1973/74 Glacis United FC
- 1974/75 Manchester United FC
- 1975/76 Glacis United FC
- 1976/77 Manchester United FC
- 1977/78 Geen competitie
- 1978/79 Manchester United FC
- 1979/80 Manchester United FC
- 1980/81 Glacis United FC
- 1981/82 Glacis United FC
- 1982/83 Glacis United FC

- 1983/84 Manchester United FC
- 1984/85 Glacis United FC
- 1985/86 Lincoln FC
- 1986/87 St Theresas FC
- 1987/88 St Theresas FC
- 1988/89 Glacis United FC
- 1989/90 Lincoln FC
- 1990/91 Lincoln FC
- 1991/92 Lincoln FC
- 1992/93 Lincoln FC
- 1993/94 Lincoln FC
- 1994/95 Manchester United FC
- 1995/96 St Joseph's FC
- 1996/97 Glacis United FC
- 1997/98 St Theresas FC
- 1998/99 Manchester United FC
- 1999/00 Glacis United FC
- 2000/01 Lincoln ABG FC
- 2001/02 Gibraltar United FC
- 2002/03 Lincoln ABG FC
- 2003/04 Newcastle FC
- 2004/05 Newcastle FC
- 2005/06 Newcastle FC
- 2006/07 Newcastle FC
- 2007/08 Lincoln FC
- 2008/09 Lincoln FC
- 2009/10 Lincoln FC
- 2010/11 Lincoln FC
- 2011/12 Lincoln OSG FC
- 2012/13 Lincoln Red Imps
- 2013/14 Lincoln Red Imps
- 2014/15 Lincoln Red Imps
- 2015/16 Lincoln Red Imps
- 2016/17 Europa FC
- 2017/18 Lincoln Red Imps
- 2018/19 Lincoln Red Imps
- 2019/20 Competitie stopgezet vanwege de uitbraak van het coronavirus, geen kampioenschap toegekend.
- 2020/21 Lincoln Red Imps
- 2021/22 Lincoln Red Imps
- 2022/23 Lincoln Red Imps
- 2023/24 Lincoln Red Imps

## Landskampioenschappen per club
| Club                 | Titels | Club                     | Titels |
| -------------------- | ------ | ------------------------ | ------ |
| Lincoln Red Imps     | 28     | Jubilee FC               | 2      |
| Prince of Wales FC   | 19     | South United FC          | 2      |
| Glacis United FC     | 17     | Athletic FC              | 1      |
| Britannia FC         | 14     | Albion FC                | 1      |
| Gibraltar United FC  | 11     | St Joseph's FC           | 1      |
| Europa FC            | 7      | Royal Sovereign FC       | 1      |
| Manchester United FC | 7      | Commander of the Yard FC | 1      |
| St Theresas FC       | 3      | Chief Constructor FC     | 1      |
| Gibraltar FC         | 2      | Chief Constructon FC     | 1      |
| Exiles FC            | 2      |                          |        |